# Willy Aeschlimann
Pour les articles homonymes, voir Aeschlimann.
Œuvres principales
Almanach du Vieux-Genève (1923-1970)
Le Roman de Nonette (1928)
Willy Aeschlimann (1879-1971) est un écrivain, éditeur, imprimeur, calligraphe, conférencier et homme politique genevois. Il est le père de l'écrivain Jacques Aeschlimann et le petit-neveu de James Fazy. Il est le créateur et l'auteur principal de l'Almanach du Vieux-Genève, publié entre 1923 et 1970. Il a donné plus de 400 conférences sur l'histoire genevoise et suisse, notamment sur le XIXe siècle, ainsi que 52 chroniques historiques radiophoniques. Il cofonda la société littéraire et théâtrale La Veillée,, le Cercle de la Presse (devenu Cercle des Amitiés Internationales), le Cercle franco-suisse et l'Union commerciale genevoise et fut membre du comité de l'Association de la presse genevoise, ancêtre de l'actuelle Association genevoise des journalistes, pendant 40 ans. Il est enterré au cimetière des Rois à Genève.

## Biographie

### Enfance, scolarité et pratique du théâtre
Willy Aeschlimann naît le 27 juillet 1879 à Bâle, où sa mère était de passage. Son père est Wilhelm (Guillaume) Aeschlimann (1842-1885), originaire de Morat (dans le canton de Fribourg) et de Langnau (dans le canton de Berne), et sa mère est Léonie Isabelle (1864-1932), Française originaire de Sainte-Claude en Auvergne.
Willy Aeschlimann vit ses premières années d'enfance à Paris, où sa mère dirige un atelier de haute couture, tandis que son père travaille au Service de l’émigration en tant que « conducteur d'émigrants » pour la Compagnie Générale Transatlantique - afin d'aider les chercheurs d'or à émigrer aux États-Unis - notamment sur le bateau Canada.
À ses six ans, son père décède et la famille s'installe à Genève. Willy Aeschlimann y accomplit le reste de sa scolarité primaire dans les écoles de Rive puis du Grütli. A douze ans, il poursuit sa formation à Morat, puis revient à Genève où il entame un apprentissage d'architecte. Cependant, il ne peut terminer ce dernier, poussé par la nécessité de gagner sa vie.
Parallèlement à cela, il suit des cours de danse auprès du professeur Maeder. Avec l'un de ses camarades danseurs, Jules Dumont, il fonde en 1898 la société littéraire et théâtrale La Veillée, que rejoignent beaucoup d'élèves de son cours de danse. Dans les années qui suivent, ils mettront en scène de nombreuses pièces et remporteront divers prix et concours.

### Éditeur, imprimeur et collectionneur

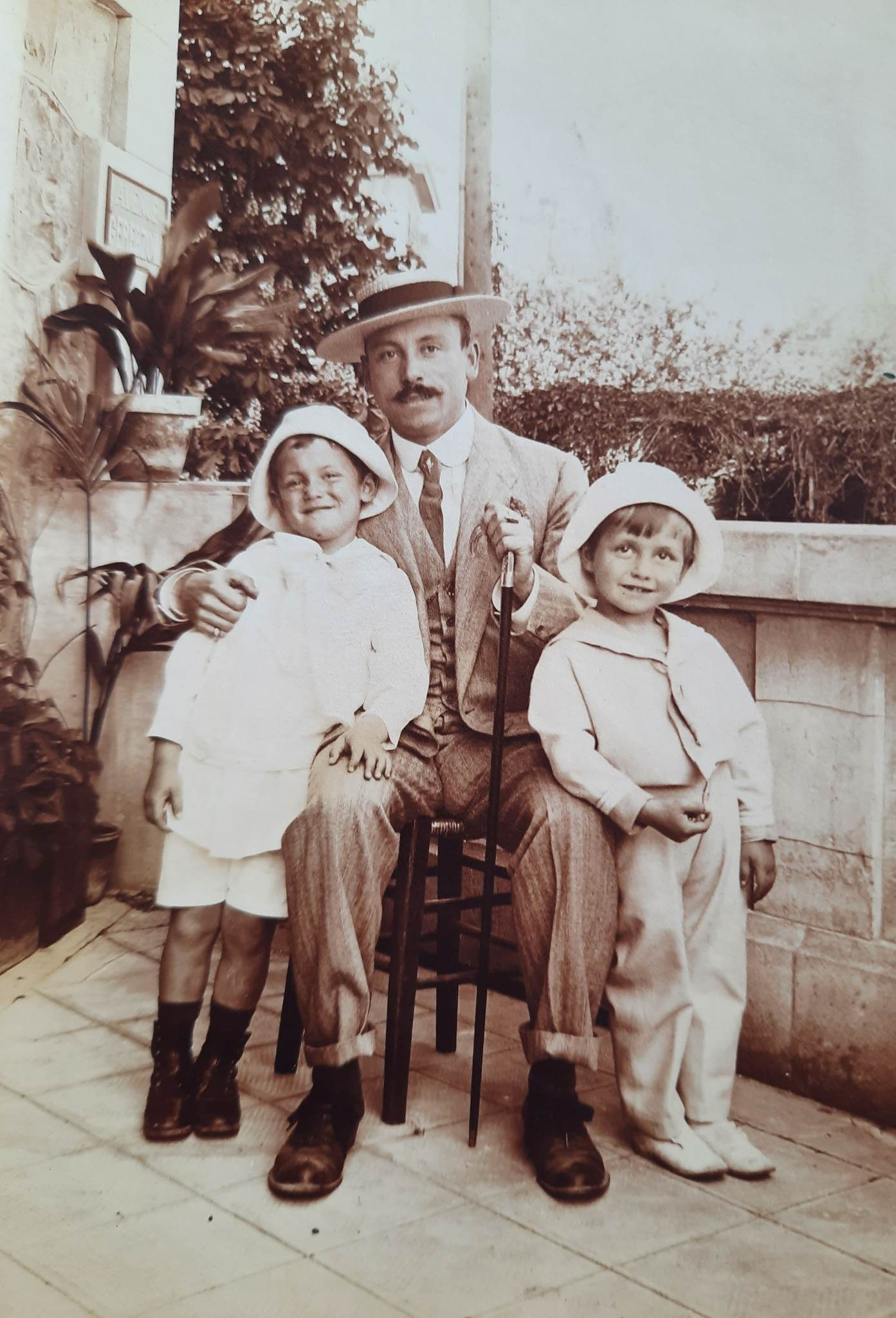
Willy Aeschlimann et ses deux aînés : Jacques Aeschlimann (à gauche) et Léo Aeschlimann (à droite)

En 1900, son école de recrue à Colombier terminée, il est engagé au journal La Suisse, dont il devient, trois ans plus tard, l'administrateur. Aux côtés de Isaac Soulier et Charles Martinet, il donne alors une nouvelle orientation au journal, moins politique. La même année il obtient la citoyenneté genevoise à l'âge de 21 ans. En 1904, il devient sous-directeur de l'Argus Suisse de la Presse, et en 1906, il s'établit à son compte comme éditeur en fondant les Éditions La Sirène. Il éditera toutefois par la suite aussi sous le nom « Willy Aeschlimann, éditeur ».
Un an après le début de ses activités d'éditeur, le 7 novembre 1907, il épouse Elisa Schwendener (1881-1940), originaire de Kandergrund (Berne) et de Saint-Gall avec qui il aura trois enfants : Jacques Aeschlimann (1908-1975), Léo Aeschlimann (1909-1990) et Dick Aeschlimann (1920-1981).
À partir de 1908 il édite, jusqu'en 1925, le programme théâtral quotidien Le Méphisto, ainsi que Le journal des ménages,.
En 1910, il participe à la fondation de l'Union commerciale genevoise, société d'escompte, dont il administre le journal, Le journal du commerce et de l'industrie, dès l'année suivante jusqu'en 1954. En 1912, il rejoint l'Association de la presse genevoise. 
Dès 1916 il commence à réunir une collection de photographies, gravures, caricatures, lettres et clichés-projections autour de Genève. Par ailleurs, en 1917, après dix années de travail en tant qu'éditeur, il fait l'acquisition d'une imprimerie à la rue de Lausanne.

### Calligraphe, écrivain, conférencier et homme politique
En 1921, il remporte un concours pour un poste de calligraphe à la Société des Nations où il commence à travailler à temps partiel dès le 28 juin de cette année-là. Probablement inspiré par ce cadre de travail, il débute à cette occasion l'apprentissage de l'espéranto. Cependant, trouvant la rémunération de 250 francs par mois trop basse, il démissionne de son poste le 1er décembre 1922 pour s'investir dans son activité d'éditeur. Parallèlement à cela, il développe un grand intérêt pour l'histoire de Genève et donne sa première conférence sur le sujet le 5 décembre 1921. Il en donnera 400 tout au long de sa vie, notamment à la salle de la Réformation. Dans la continuité de cet intérêt, il entame dès 1923, la rédaction et la publication annuelle de son almanach, nommé l'Almanach du Vieux-Genève. Au fil des années, la publication de ce dernier sera assurée par de nouvelles plumes, dont ponctuellement ses fils Jacques et Dick, et soutenue par une association, les Amis de l'Almanach du Vieux-Genève.

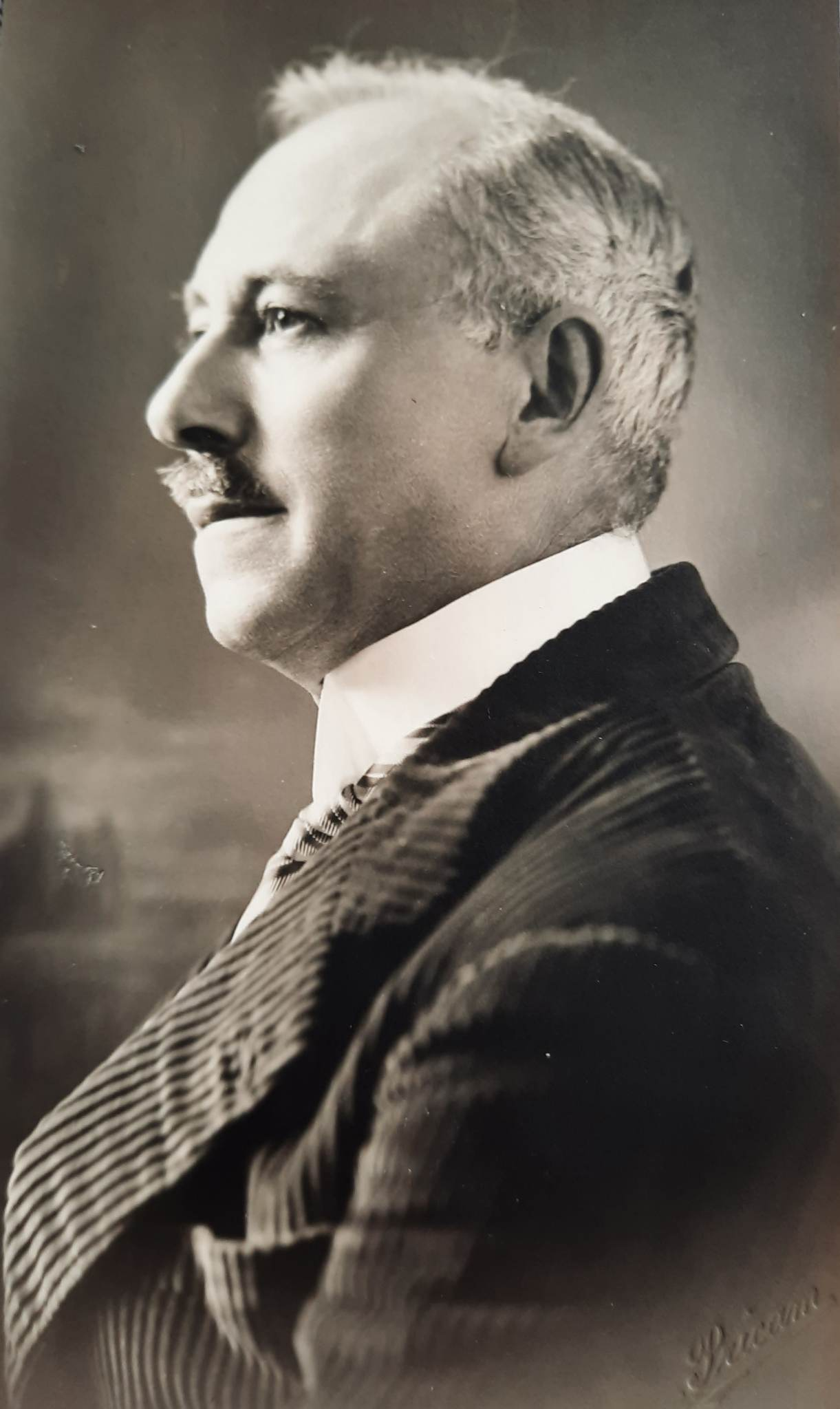
Willy Aeschlimann, dans la cinquantaine

À partir du 13 octobre 1924, la Société des Nations fait pendant cinq ans régulièrement appel à ses services de façon temporaire. C'est aussi durant cette année-là qu'il commence ses chroniques historiques à la radio. En 1928, il publie par ailleurs un roman, intitulé Le roman de Nonette : épisode de la vie genevoise de la seconde moitié du XIXe siècle. Le 2 janvier 1929, il est à nouveau engagé par la Société des Nations, sur la base d'un contrat annuel renouvelable, pour un salaire de 3000 francs annuel. Son contrat est renouvelé d'année en année jusqu'au 27 juillet 1939, avec une augmentation annuelle de 100 francs, interrompu seulement entre 1933 et 1934 par une phlébite et une embolie pulmonaire.
En dehors de ses travaux d'écriture, il est élu député au Grand Conseil du canton de Genève pendant huit ans, d'abord pour la législature allant de 1927 à 1930, puis réélu pour celle allant de 1930 à 1933. À partir de 1931, il devient par ailleurs membre du bureau du Grand Conseil, en remplacement d'Eugène Empeyta (en), et ce jusqu'en 1933. Sur le plan associatif, il est élu, en 1932, président honoraire de l'Association des Propriétaires de Bateaux de Genève. En sus de sa charge de député, il est aussi élu au Conseil municipal de la Ville de Genève en 1931. Il y effectue une première législature jusqu'en 1935 et une seconde jusqu'en 1938. Il y siégera donc pendant 8 ans. En parallèle de ses activités politiques, il officie comme chroniqueur historique à Radio-Genève, puis à la Radio Suisse Romande durant les années 1930.
En 1939, la Société des Nations met fin à sa collaboration avec Willy Aeschlimann car celui-ci a atteint l'âge de la retraite (60 ans à l'époque). Toutefois, échouant à lui trouver un remplaçant, elle se voit contrainte de le réengager en tant que calligraphe journalier jusqu'en mai 1940. Cette année-là, sa première épouse décède et il se remarie une année plus tard, à l'âge de 61 ans, avec Charlotte Orelli, petite-nièce de James Fazy. Durant les années qui suivent, il travaille en tant que calligraphe pour l'Organisation des Nations Unies, ainsi que pour les Archives de l’État de Genève et la Chancellerie genevoise. Dès 1944, il devient l'archiviste de l'Association de la presse genevoise.

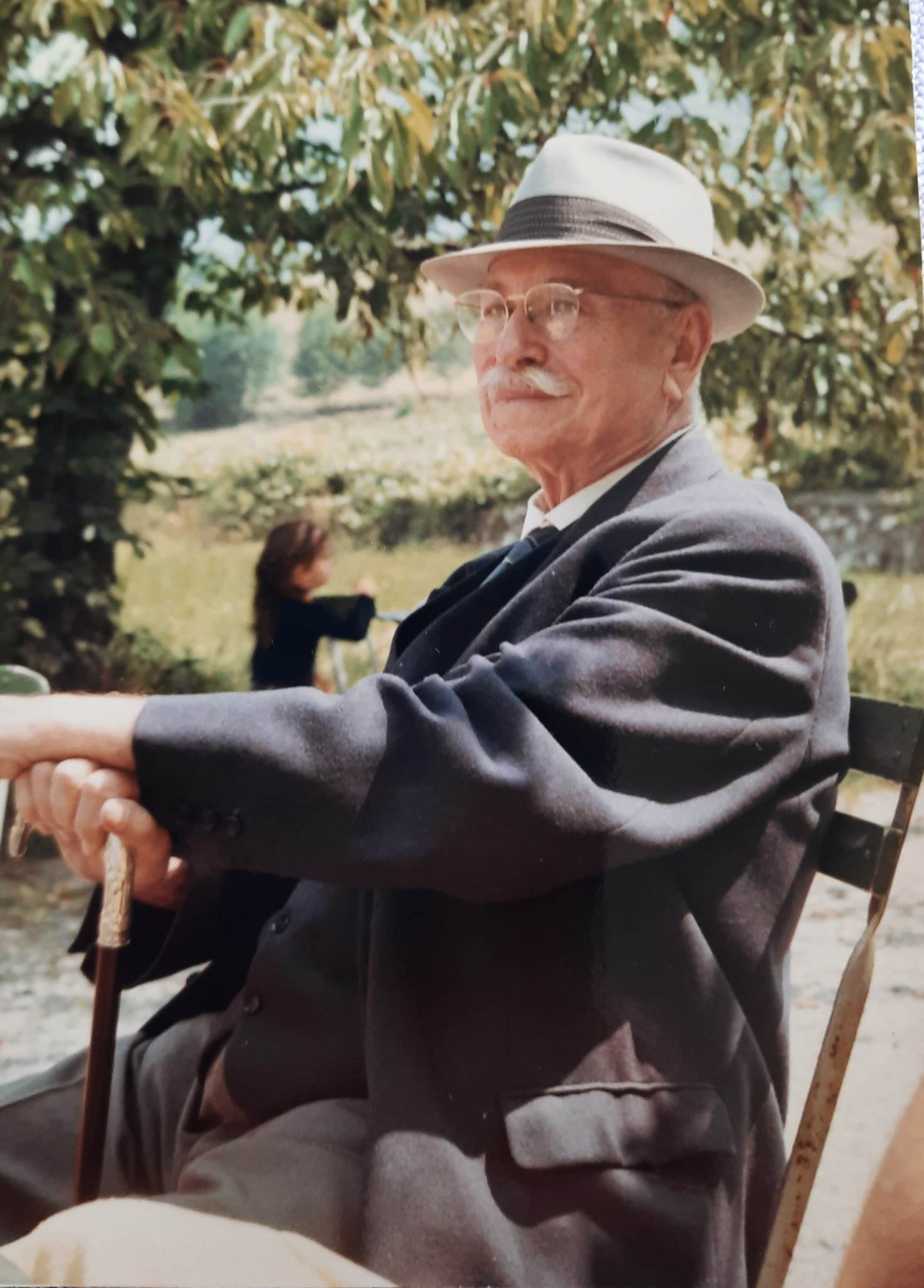
Willy Aeschlimann, années 1960

En 1945, il délègue la direction de son entreprise d'imprimerie et d'édition à son fils Léo Aeschlimann pour se consacrer à l'âge de 65 ans et pendant quatre ans, à l'enseignement de la calligraphie à l'école de commerce et à l'école secondaire de jeunes filles. En 1947, le 6 mai, il est élu au comité de l'Association de la presse genevoise. Il y restera en tout cas jusqu'en 1956 en plus d'en être l'archiviste. En 1964, sa seconde épouse, Charlotte Orelli, décède à son tour. Il fait ensuite la rencontre d'Alice Pavie, qui sera sa compagne pendant les sept dernières années de sa vie. En 1971, Willy Aeschlimann décède la veille de son 92e anniversaire. Ses obsèques ont lieu le 29 juillet 1971 au Temple de Saint-Gervais, en présence du maire de Genève, du président du Conseil municipal et du Conseiller d'Etat Gilbert Duboule, sous l'égide du pasteur Henry Babel. 

## Postérité
Après le décès de Willy Aeschlimann, la publication de l'Almanach du Vieux-Genève se poursuit sous le nom de Revue du Vieux Genève sous la direction de l'historien Eugène-Louis Dumont, qui la publie encore pendant vingt ans entre 1971 et 1991. Les différents numéros de l'Almanach du Vieux-Genève servent par la suite de sources à la rédaction de nombreux travaux de recherche sur l'histoire de Genève.
Quant à son imprimerie, elle poursuit ses activités sous la direction de son fils Léo Aeschlimann jusqu'en août 1977. Ce dernier la vend ensuite à son gendre, Giorgo Droghetti, et à l'associé de celui-ci. Le duo vend ensuite l'imprimerie à M. Mouniod au début des années 1980, qui la revend à son tour en 1989, avec des dettes, à la graphiste Ariane Jacquemoud et à son associé imprimeur. Bien que pendant de nombreuses années, l'entreprise soit rentable, en 2018, elle se voit contrainte de vendre ses machines et de sous-traiter sa production. En 2023, elle était cependant toujours en activité, pour la 106e année consécutive.
Par ailleurs, en 1956, 1962 et 1967, les Services immobiliers de la Ville de Genève ont progressivement acquis sa collection de 950 photographies, qui est maintenant détenue au Centre d'Iconographie municipal. Sa collection a fait l'objet d'une exposition en mai et en juin 1987, organisée par la Ville de Genève. Enfin, en 1995, les Éditions Slatkine ont publié un portrait de Louis Bron par Willy Aeschlimann, rédigé en 1902.

## Œuvre écrite et graphique

### Textes historiques
- Louis Bron dit Guguss dans Guide humoristique de Genève par Guguss' & Polyte, Éditions Slatkine, Genève, 1995 (1902)
- Almanach du Vieux-Genève, Genève, 1923-1970

### Roman
- Le roman de Nonette : épisode de la vie genevoise de la seconde moitié du XIXe siècle, Éditions La Sirène, Genève, 1928

### Illustrations
- Privat Raoul, Du Rütli à Sempach, Éditions du Journal de Genève, 1932.

### Collection
- Fonds Willy Aeschlimann, collection de photographies de Genève, détenu par le Centre d’Iconographie de la Ville de Genève[42]

## Conférences et chroniques historiques radiophoniques

### Conférences sur l'histoire de Genève et de Suisse
- 5 décembre 1921 : Histoire du Vieux-Genève
- 6 novembre 1922 à la salle de la Restauration : Les actes de sauvetage accomplis à Genève de 1814 à 1870
- 28 mai 1925 au café de la Bourse : Les naufrages sur le lac et les grands incendies à Genève, conférence aux membres de l'Association des propriétaires de bateaux à Genève
- 6 mai 1926 à la Salle paroissiale : Le beau lac de Genève, sur invitation du Cercle protestant de la Fusterie-Madeleine
- 9 janvier 1926 à la salle des Rois : Souvenirs du Vieux-Genève de 1870 à 1890, conférence donnée à l'occasion du banquet de la Restauration, accompagné du Groupe choral de la Société de gymnastique d'hommes de Genève
- 14 octobre 1926 à la salle de la Réformation : Trente ans de souvenirs genevois 1866-1896
- 18 octobre 1926 à la salle de la Réformation : Souvenirs genevois 1866-1896
- 24 octobre 1926 à la salle de la Réformation : Souvenirs genevois 1866-1896
- 31 octobre 1926 à la salle de la Réformation : Trente ans de souvenirs genevois 1866-1880 (15h), Trente ans de souvenirs genevois 1880-1896 (20h30), conférence organisée à l'intention des pensionnaires des asiles de Vessy et de Loëx
- 21 septembre 1927 au Palais électoral : Notre beau lac et l'histoire de la rade, sur invitation de la section d'industrie et d'agriculture de l'Institut national genevois
- Octobre 1927 : La rive gauche de Genève, la rade et la création du Jardin anglais, conférence sur invitation de la section d'industrie et d'agriculture de l'Institut national genevois
- 11 octobre 1927 à l'École d'horlogerie : Vous souvient-il ? Souvenirs genevois, sur invitation de l'Association des Intérêts de Saint-Gervais
- 26 avril 1928 au local genevois de la Société des sous-officiers : Les débuts du cyclisme à Genève, sur invitation de l'Association genevoise des cyclistes militaires
- 24 septembre 1928 : Les internés à Genève en 1871, sur invitation de la Société de gymnastique des hommes
- 25 septembre 1928 à la caserne de Genève : Genève, sa rade et son lac, conférence aux recrues sur invitation de Pro Helvetia
- 27 novembre 1928 à la Société militaire : Promenade dans le Vieux-Genève (1850-1890), sur invitation de la Société de la Restauration et du 1er juin
- 27 mars 1929 à l'École des Pervenches : Souvenirs genevois avec romances et airs de danse, conférence sur invitation des Intérêts des Acacias, assistance musicale Charlotte Orelli et Louis Dunand
- 29 avril 1929 : Les sauvetages à Genève de 1827 à 1883, sur invitation du Cercle protestant de Saint-Pierre
- 29 mai 1931 : L'émeute du 22 août 1864, sur invitation du Cercle démocratique
- 28 avril 1932 à la salle Centrale : Genève au bon vieux temps, sur invitation de la Ligue des citoyens genevois
- 7 mars 1933 : Souvenirs genevois, 1870-1900, sur invitation du Cercle protestant de Saint-Pierre
- 28 février 1935 à la caserne de Genève : Genève, sa rade et ses frontières (1870-1914), conférence aux recrues sur invitation de la Société fédérale des sous-officiers
- 2 octobre 1935 au local des sous-officiers : Roulez tambours de Frédéric Amiel, sur invitation du Groupe des citoyennes genevoises
- 14 novembre 1935 au Victoria Hall : Histoire de l'Hospice Général, à l'occasion des 400 ans de l'Hospice Général
- 4 décembre 1935 à l'École des Asters : L'Escalade et Aux frontières (1870-1871) sur invitation des Intérêts Petit-Saconnex Village, Servette-École, Varembé
- 27 janvier et 28 janvier 1936 : Notre beau lac et l'histoire de la rade, sur invitation du Cercle protestant de Saint-Pierre
- 5 mars 1936 au local du Club alpin : L'occupation de frontières par les troupes genevoises en 1870-1871, sur invitation de l'Union des mobilisés 1914-1918
- Juillet 1936 à Genève : De la Drance à Zermatt, Promenade à travers le Valais, sur invitation du Cercle patriotique valaisan de Genève
- 14 octobre 1936 au Restaurant de la Bourse : Vous souvient-il ?, sur invitation de la Société suisse des commerçants
- 22 mars 1937 au Cercle national : La Genève d'autrefois
- 16 janvier 1938 : Le Vieux Genève, sur invitation du Club de rapprochement
- 4 octobre 1941 à la salle de la Réformation : Une heure à travers le Vieux-Genève, 1860-1900
- Octobre 1941 à la salle de la Réformation : La rive gauche et la rive droite de Genève entre 1860 et 1900, intermède musical avec Charlotte Orelli Aeschlimann, R. Berthoud et Emile Favre
- 2 avril 1943 à la salle communale de Plainpalais : Vieux moulins et d'autres choses encore, dans le cadre de l'Exposition rétrospective de Plainpalais, sur invitation de l'Association des Intérêts de Plainpalais
- 1 février 1945 : Les refrains de rues, sur invitation de l'Association des commis
- 19 avril 1949 à la salle de la Réformation : Souvenirs genevois 1866-1880 (15h) et Souvenirs genevois 1880-1896 (20h30)
- 1 octobre 1949 : La découverte de l'or en Californie par le Bâlois Sutter en 1876, sur invitation de la Société de Vieux-Artilleurs
- 27 octobre 1951 à la Brasserie Eaux-vivienne : De la vieille Genève à la Genève du XXe, à l'occasion du rassemblement des anciens élèves du professeur Thévenaz de l'École du chemin vert
- 12 mars 1952 au Café du Midi : Promenade à travers le Vieux-Genève, conférence sur invitation de l'Union démocratique des Pâques, Saint-Gervais, Sécheron
- 15 mai 1952 au Grand hall de l'Hôtel de la Résidence : Promenade à travers le Vieux-Genève
- 11 novembre 1954 aux Pâquis : commentaire inaugural à l'exposition Rétrospective du quartier des Pâquis, sur invitation de l'Association des Intérêts des Pâquis
- 11 décembre 1962 à l'Hôtel de Genève : L'Escalade, suivi de La Genève de la Belle-Époque, sur invitation de Bel-Automne

### Chroniques historiques radiophoniques
- 1 mars 1930 à Radio-Genève : Une leçon de danse à la Cité en 1897
- 6 mai 1930 à Radio-Genève : Souvenirs genevois : la troupe à Plan-les-Ouates en 1855
- 3 mars 1931 à Radio-Genève : Souvenirs du Théâtre de Genève
- 18 mars 1933 à la Radio Suisse Romande : La belle époque du cyclisme à Genève

## Distinction

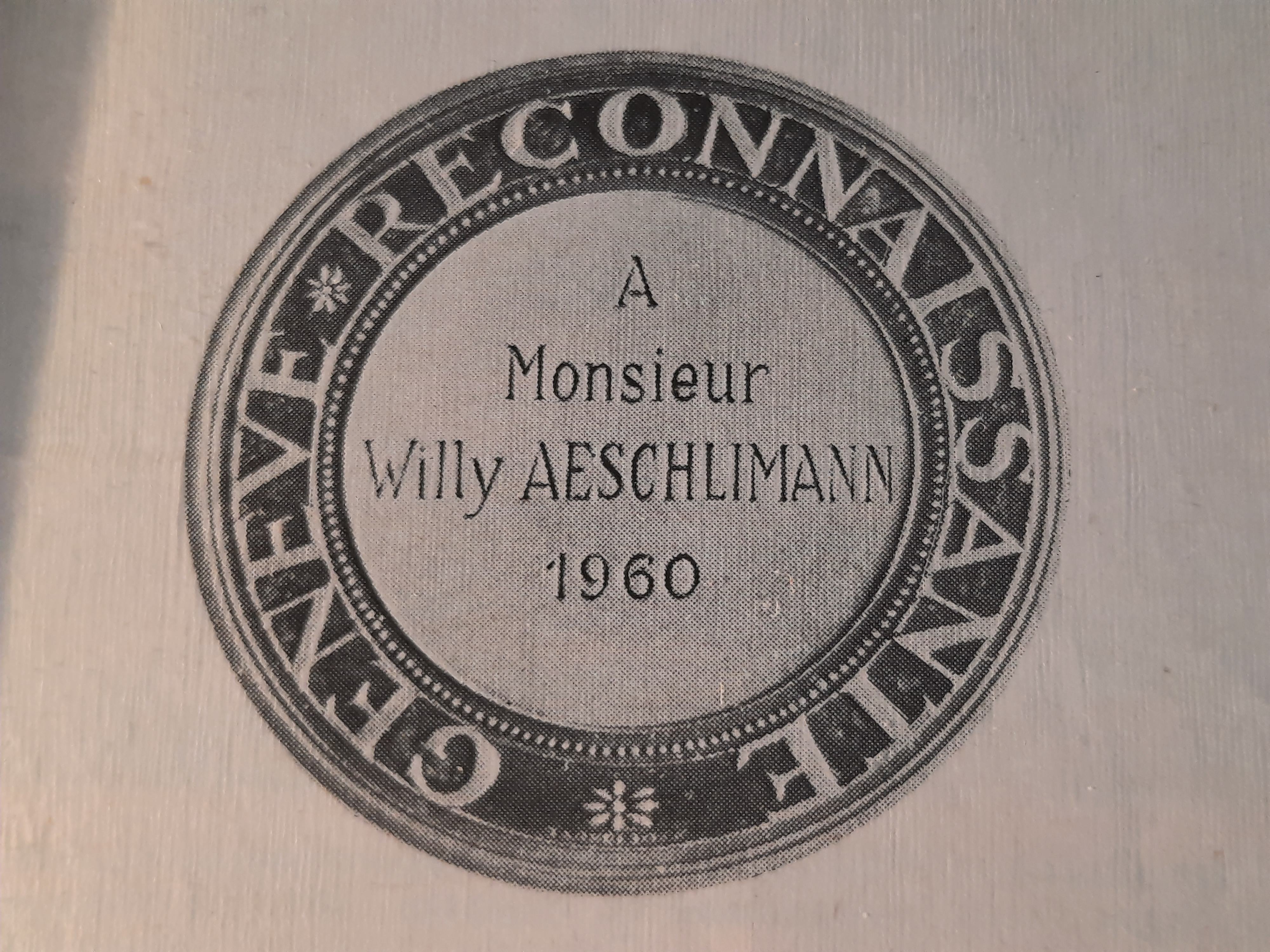
Reproduction de la médaille remise à Willy Aeschlimann

Médaille Genève reconnaissante (1960) pour son inlassable activité de conférencier du Vieux Genève (plus de 400 conférences avec projections lumineuses), ainsi qu'en hommage « pour le soin et la fidélité avec laquelle, années après années depuis 1924, il publie l'Almanach du Vieux Genève, que connaissent et apprécient tous les fervents du passé genevois ».